# Bar-sur-Seine
Bar-sur-Seine é uma comuna francesa na região administrativa de Grande Leste, no departamento de Aube. Estende-se por uma área de 27,53 km². Em 2010 a comuna tinha 3 186 habitantes (densidade: 115,7 hab./km²).